# 溺水
溺水（できすい）とは、水などの液体によって気道が閉塞することによって生じる窒息の一種。溺水による死亡のことを溺死と呼ぶ。

## 溺水の種類

### 湿性溺水と乾性溺水
溺水には湿性溺水と乾性溺水がある。
湿性溺水（wet drowning）
水などの液体を飲みこんでしまい、肺に液体が入って窒息することで起きる溺水。
乾性溺水（dry drowning）
水などの液体の刺激により、反射的に気道が痙攣（咽頭痙攣、気管支痙攣）して呼吸困難になることで起きる溺水。乾性溺水は溺水全体の10〜15%とされる。

### 海水溺水と淡水溺水
湿性溺水は吸引した水の性質によって海水溺水と淡水溺水に分類された。
海水溺水
浸透圧差により血中から肺胞内へと水が移動し、肺胞内水分貯留、循環血液量の減少などをきたす。
淡水溺水
浸透圧差により肺胞内から血中へと水が移動し、循環血液量の増加、溶血、高カリウム血症などをきたす。
溺水の病態の主体が循環血液量の変化と電解質異常によるものと考えられていたためだが、溺水の病態の本質は低酸素血症であると考えられるようになっており、海水溺水と淡水溺水の区別は臨床上意味がないとされている。

## 溺水と水泳技術
ハーバード大学医学部によると、泳げるからといって溺れないとは限らない。親として、子どもが泳いでいるときは常に監視し、ライフジャケットなどの救命具を着用させる必要がある。

## 治療
すぐに水から引き上げる必要がある。
呼吸困難を引き起こしている場合には人工呼吸が必要である。
水を一度飲み込んだ場合には病院で診察を受ける。肺に水が入った場合には、人工呼吸により正常に意識を取り戻しても、24時間以内に血液からの水分が再び肺にたまって溺水と同じ状態になることがある（二次溺水という）。